# Eleutherengona
Infra-ordre
Les Eleutherengona sont un infra-ordre d'acariens de l'ordre  des Trombidiformes.

## Liste des hypo-ordres, super-familles et familles
Classification selon Zhang (d) et al., 2011 :
- hypo-ordre des Raphignathina Kethley, 1982
  - super-famille des Cheyletoidea Leach, 1815
    - famille des Cheyletidae Leach, 1815
    - famille des Demodecidae Nicolet, 1855
    - famille des Harpyrhynchidae Dubinin, 1957
    - famille des Psorergatidae Dubinin, 1955
    - famille des Syringophilidae Lavoipierre, 1953

  - super-famille des Myobiidae Mégnin, 1877
    - famille des Myobiidae Mégnin, 1877

  - super-famille des Pterygosomatoidea Oudemans, 1910
    - famille des Pterygosomatidae Oudemans, 1910

  - super-famille des Raphignathoidea Kramer 1877
    - famille des Barbutiidae Robaux, 1975
    - famille des Caligonellidae Grandjean, 1944
    - famille des Camerobiidae Southcott, 1957
    - famille des Cryptognathidae Oudemans, 1902
    - famille des Dasythyreidae Walter & Gerson, 1998
    - famille des Eupalopsellidae Willmann, 1952
    - famille des Homocaligidae Wood, 1970
    - famille des Mecognathidae Gerson & Walter, 1998
    - famille des Raphignathidae Kramer, 1877
    - famille des Stigmaeidae Oudemans, 1931
    - famille des Xenocaligonellididae Gonzalez, 1978

  - super-famille des Tetranychoidea Donnadieu 1875
    - famille des Allochaetophoridae Reck, 1959
    - famille des Linotetranidae Baker & Pritchard, 1953
    - famille des Tenuipalpidae Berlese, 1913
    - famille des Tetranychidae Donnadieu 187
    - famille des Tuckerellidae Baker & Pritchard, 1953
- hypo-ordre des Heterostigmata Berlese, 1899
  - super-famille des Dolichocyboidea Mahunka, 1970
    - famille des Dolichocybidae Mahunka, 1970
    - famille des Crotalomorphidae Lindquist & Krantz, 2002

  - super-famille des Heterocheyloidea Trägårdh, 1950
    - famille des Heterocheylidae Trägårdh, 1950

  - super-famille des Pyemotoidea Oudemans, 1937
    - famille des Acarophenacidae Cross, 1965
    - famille des Caraboacaridae Mahunka, 1970
    - famille des Resinacaridae Mahunka, 1976
    - famille des Pyemotidae Oudemans, 1937

  - super-famille des Pygmephoroidea Cross, 1965
    - famille des Pygmephoridae Cross, 1965
    - famille des Scutacaridae Oudemans, 1916
    - famille des Microdispidae Cross, 1965
    - famille des Neopygmephoridae Cross, 1965

  - super-famille des Tarsocheyloidea Atyeo & Baker, 1964
    - famille des Tarsocheylidae Atyeo & Baker, 1964

  - super-famille des Tarsonemoidea Kramer, 1877
    - famille des Podapolipidae Ewing, 1922
    - famille des Tarsonemidae Kramer, 1877

  - super-famille des Trochometridioidea Mahunka 1970
    - famille des Trochometridiidae Mahunka 1970
    - famille des Athyreacaridae Lindquist, Kaliszewski & Rack, 1990
- hypo-ordre incertae sedis
  - super-famille des Cloacaroidea Camin, Moss, Oliver & Singer, 1967
    - famille des Cloacaridae Camin, Moss, Oliver & Singer, 1967
    - famille des Epimyodicidae Fain, Lukoschus & Rosmalen, 1982

## Systématique et taxinomie
Les Eleutherengona ont été décrits par le zoologiste néerlandais Anthonie Cornelis Oudemans en 1909.

## Publication originale
- Oudemans, 1909 : « Über die bis jetzt genauer bekannten Thrombidium-larven und über eine neue Klassifikation der Prostigmata. » Tijdschrift voor Entomologie, vol. 52, p. 19-61 (texte intégral).